# قريجانلو (ألاداغ)
قریجانلو (بالفارسية: قریجانلو) هي قرية تقع في إيران في قسم ألاداغ الريفي.